# Élections législatives de 1981 dans les Vosges
Les élections législatives françaises de 1981 dans les Vosges se déroulent les 14 et 21 juin 1981.

## Élus
| Circonscription | Député sortant    | Parti | Parti    | Député élu ou réélu | Parti | Parti |
| --------------- | ----------------- | ----- | -------- | ------------------- | ----- | ----- |
| 1re             | Philippe Séguin   |       | RPR      | Philippe Séguin     |       | RPR   |
| 2e              | Christian Pierret |       | PS       | Christian Pierret   |       | PS    |
| 3e              | Gérard Braun      |       | RPR      | Jean Valroff        |       | PS    |
| 4e              | Hubert Voilquin   |       | UDF (PR) | Serge Beltrame      |       | PS    |

## Positionnement des partis
Le Parti socialiste et le Parti communiste français, sous l'appellation « majorité d'union de la gauche », se présentent dans les quatre circonscriptions vosgiennes. Les socialistes investissent Pierre Blanck, maire d'Épinal et conseiller général du canton d'Épinal-Est, Christian Pierret, député sortant et conseiller général du canton de Saint-Dié, Jean Valroff, maire de Saint-Étienne-lès-Remiremont et Serge Beltrame, maire de Contrexéville et conseiller général du canton de Vittel, tandis que les communistes soutiennent Robert Bresson, maire de Chavelot et conseiller général du canton de Châtel-sur-Moselle, Christian Staphe, adjoint au maire de Senones, Claude Boulay, conseiller général du canton de Gérardmer et Maria Rouyer.
La majorité sortante, réunie dans l'Union pour la nouvelle majorité (UNM), présente elle aussi des candidats dans l'ensemble des circonscriptions, dont les trois députés sortants Philippe Séguin (RPR, 1re), Gérard Braun (RPR, 3e) et Hubert Voilquin (UDF-PR, 4e). Dans la 2e circonscription (Saint-Dié), détenue par le PS, l'UNM investit Lionel Stoléru (UDF-PR), ancien secrétaire d'État chargé des travailleurs manuels et immigrés des gouvernements Barre II et III et conseiller général du canton de Provenchères-sur-Fave. On compte par ailleurs deux candidats divers droite, notamment le conseiller général et maire de Xertigny Michel Bidaud, et un du Centre national des indépendants et paysans (CNIP) – Bernard Varoquaux – dans la circonscription de Neufchâteau (4e).
Enfin, sous l'étiquette « Aujourd'hui l'écologie », les écologistes proches de l'ancien candidat à la présidentielle Brice Lalonde soutiennent Jean-Paul Deltour et Jean-Claude Noirclère dans les 1re et 4e circonscription et Lutte ouvrière a une candidate – Dominique Carrat – dans la circonscription de Remiremont (3e).

## Résultats

### Résultats à l'échelle du département
| Parti          | Parti                                       | Premier tour | Premier tour | Second tour | Second tour | Sièges |
| Parti          | Parti                                       | Voix         | %            | Voix        | %           | Sièges |
| -------------- | ------------------------------------------- | ------------ | ------------ | ----------- | ----------- | ------ |
|                | Parti socialiste                            | 84 996       | 43,31        | 84 514      | 50,28       | 3      |
|                | Parti communiste français                   | 14 972       | 7,63         |             |             | 0      |
|                | Majorité présidentielle                     | 99 968       | 50,94        | 84 514      | 50,28       | 3      |
|                |                                             |              |              |             |             |        |
|                | Rassemblement pour la République            | 51 021       | 26,00        | 58 661      | 34,90       | 1      |
|                | Union pour la démocratie française          | 36 344       | 18,52        | 24 905      | 14,82       | 0      |
|                | Divers droite                               | 3 387        | 1,73         |             |             | 0      |
|                | Centre national des indépendants et paysans | 584          | 0,30         | 0           |             |        |
|                | Union pour la nouvelle majorité             | 91 336       | 46,54        | 83 566      | 49,72       | 1      |
|                |                                             |              |              |             |             |        |
|                | Divers écologiste (Aujourd'hui l'écologie)  | 3 711        | 1,89         |             |             | 0      |
|                | Lutte ouvrière                              | 1 231        | 0,63         | 0           |             |        |
|                |                                             |              |              |             |             |        |
| Inscrits       | Inscrits                                    | 271 541      | 100,00       | 211 308     | 100,00      | 4      |
| Abstentions    | Abstentions                                 | 71 331       | 26,27        | 40 040      | 18,95       |        |
| Votants        | Votants                                     | 200 210      | 73,73        | 171 268     | 81,05       |        |
| Blancs et nuls | Blancs et nuls                              | 3 964        | 1,98         | 3 188       | 1,86        |        |
| Exprimés       | Exprimés                                    | 196 246      | 98,02        | 168 080     | 98,14       |        |

### Résultats par circonscription

#### Première circonscription (Épinal)
| Candidat       | Candidat                      | Parti          | Premier tour | Premier tour | Second tour | Second tour |  |
| Candidat       | Candidat                      | Parti          | Voix         | %            | Voix        | %           |  |
| -------------- | ----------------------------- | -------------- | ------------ | ------------ | ----------- | ----------- |  |
|                | Philippe Séguin sortant réélu | RPR (UNM)      | 29 443       | 48,86        | 34 223      | 52,36       |  |
|                | Pierre Blanck                 | PS             | 22 758       | 37,77        | 31 139      | 47,64       |  |
|                | Robert Bresson                | PCF            | 5 783        | 9,60         |             |             |  |
|                | Jean-Paul Deltour             | MÉP            | 2 274        | 3,77         |             |             |  |
|                |                               |                |              |              |             |             |  |
| Inscrits       | Inscrits                      | Inscrits       | 82 571       | 100,00       | 82 569      | 100,00      |  |
| Abstentions    | Abstentions                   | Abstentions    | 21 440       | 25,97        | 16 109      | 19,51       |  |
| Votants        | Votants                       | Votants        | 61 131       | 74,03        | 66 460      | 80,49       |  |
| Blancs et nuls | Blancs et nuls                | Blancs et nuls | 873          | 1,43         | 1 098       | 1,65        |  |
| Exprimés       | Exprimés                      | Exprimés       | 60 258       | 98,57        | 65 362      | 98,35       |  |

#### Deuxième circonscription (Saint-Dié)
|                | Christian Pierret sortant réélu | PS             | 22 900 | 53,58  |  |  |  |
|                | Lionel Stoléru                  | UDF (PR)       | 16 236 | 37,98  |  |  |  |
|                | Christian Staphe                | PCF            | 3 611  | 8,45   |  |  |  |
|                |                                 |                |        |        |  |  |  |
| Inscrits       | Inscrits                        | Inscrits       | 60 190 | 100,00 |  |  |  |
| Abstentions    | Abstentions                     | Abstentions    | 16 396 | 27,24  |  |  |  |
| Votants        | Votants                         | Votants        | 43 794 | 72,76  |  |  |  |
| Blancs et nuls | Blancs et nuls                  | Blancs et nuls | 1 047  | 2,39   |  |  |  |
| Exprimés       | Exprimés                        | Exprimés       | 42 747 | 97,61  |  |  |  |

#### Troisième circonscription (Remiremont)
| Candidat       | Candidat             | Parti          | Premier tour | Premier tour | Second tour | Second tour |  |
| Candidat       | Candidat             | Parti          | Voix         | %            | Voix        | %           |  |
| -------------- | -------------------- | -------------- | ------------ | ------------ | ----------- | ----------- |  |
|                | Gérard Braun sortant | RPR (UNM)      | 21 578       | 47,80        | 24 438      | 49,24       |  |
|                | Jean Valroff élu     | PS             | 19 061       | 42,22        | 25 191      | 50,76       |  |
|                | Claude Boulay        | PCF            | 3 272        | 7,25         |             |             |  |
|                | Dominique Carrat     | LO             | 1 231        | 2,73         |             |             |  |
|                |                      |                |              |              |             |             |  |
| Inscrits       | Inscrits             | Inscrits       | 63 330       | 100,00       | 63 331      | 100,00      |  |
| Abstentions    | Abstentions          | Abstentions    | 17 063       | 26,94        | 12 807      | 20,22       |  |
| Votants        | Votants              | Votants        | 46 267       | 73,06        | 50 524      | 79,78       |  |
| Blancs et nuls | Blancs et nuls       | Blancs et nuls | 1 125        | 2,43         | 895         | 1,77        |  |
| Exprimés       | Exprimés             | Exprimés       | 45 142       | 97,57        | 49 629      | 98,23       |  |

#### Quatrième circonscription (Neufchâteau)
| Candidat       | Candidat                | Parti          | Premier tour | Premier tour | Second tour | Second tour |  |
| Candidat       | Candidat                | Parti          | Voix         | %            | Voix        | %           |  |
| -------------- | ----------------------- | -------------- | ------------ | ------------ | ----------- | ----------- |  |
|                | Serge Beltrame élu      | PS             | 20 277       | 42,16        | 28 184      | 53,09       |  |
|                | Hubert Voilquin sortant | UDF (PR)       | 20 108       | 41,81        | 24 905      | 46,91       |  |
|                | Michel Bidaud           | Divers droite  | 3 385        | 7,04         |             |             |  |
|                | Maria Rouyer            | PCF            | 2 306        | 4,79         |             |             |  |
|                | Jean-Claude Noirclère   | MÉP            | 1 437        | 2,99         |             |             |  |
|                | Bernard Varoquaux       | CNIP           | 584          | 1,21         |             |             |  |
|                | Pierre Lhuillier        | Divers droite  | 2            | 0,00         |             |             |  |
|                |                         |                |              |              |             |             |  |
| Inscrits       | Inscrits                | Inscrits       | 65 450       | 100,00       | 65 408      | 100,00      |  |
| Abstentions    | Abstentions             | Abstentions    | 16 432       | 25,11        | 11 124      | 17,01       |  |
| Votants        | Votants                 | Votants        | 49 018       | 74,89        | 54 284      | 82,99       |  |
| Blancs et nuls | Blancs et nuls          | Blancs et nuls | 919          | 1,87         | 1 195       | 2,2         |  |
| Exprimés       | Exprimés                | Exprimés       | 48 099       | 98,13        | 53 089      | 97,8        |  |